# Chris Palmer (Rennfahrer)

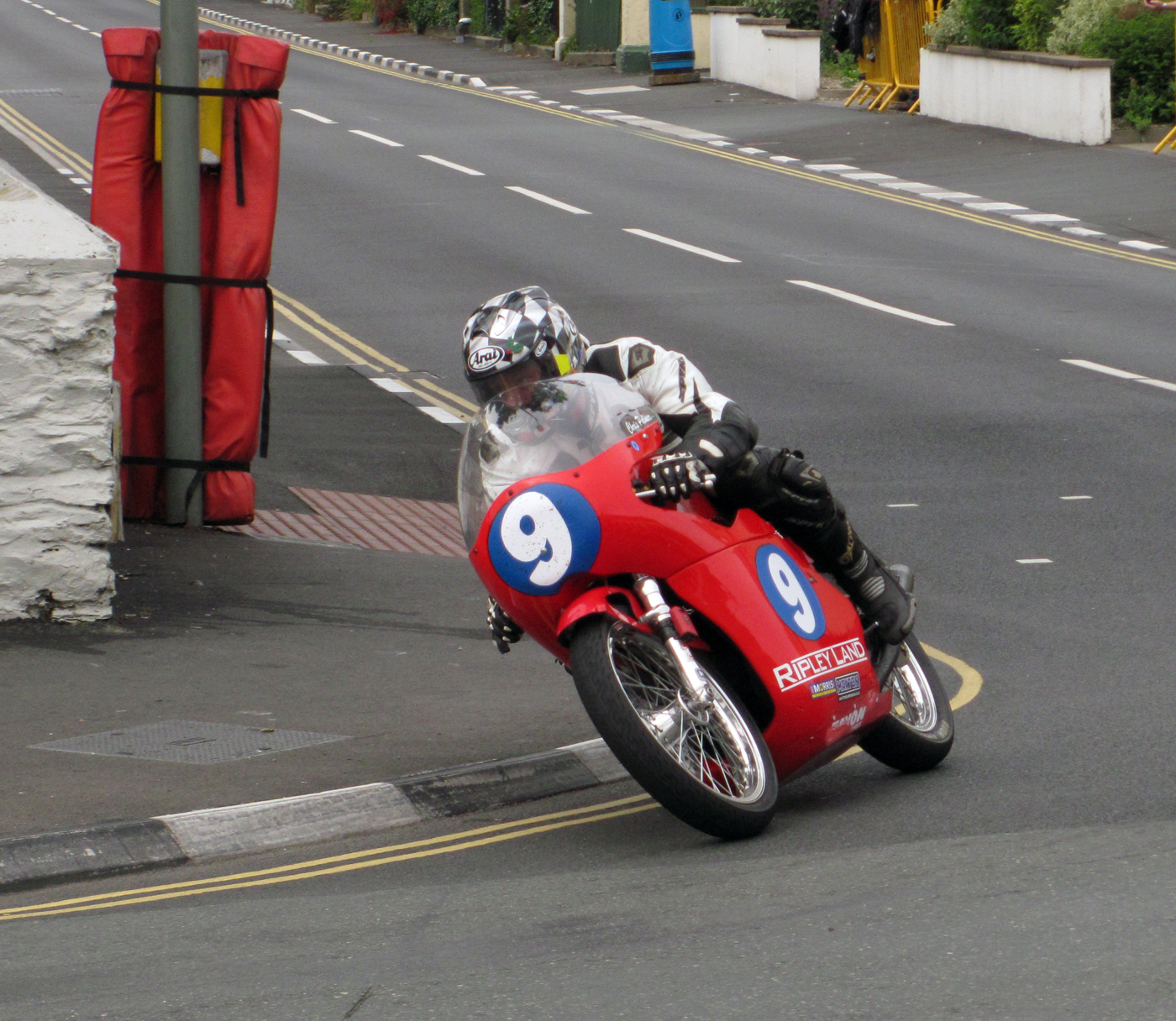
Chris Palmer bei der Classic TT 2013

Chris Palmer (* 21. Juni 1962 in Carlisle) ist ein ehemaliger englischer Motorradrennfahrer der überwiegend Straßenrennen fuhr.

## Karriere und Leben
Palmer begann 1981 zunächst mit Motocross und wechselte 1991 in die 125-cm³-Klasse der Britischen Meisterschaft. Ende der 1990er nahm er vermehrt an Straßenrennen teil. Erfolge bei der Isle of Man TT blieben aus, bis er im Jahr 2002 seinen Wohnort nach Castletown auf die Isle of Man verlegte.
Seine TT-Erfolge fuhr Palmer ausschließlich in der Achtelliterklasse ein. 2010 wechselte er zum Team SERT (Swedish Eletric Racing Team), um auf einer Maschine, die auf einer Honda CBR600 basierte, an der TT Zero teilzunehmen. In der Klasse der Elektromotorräder konnte Palmer jedoch keine großen Erfolge erzielen. Der gelernte Automechaniker gab 2013 seinen Rückzug aus dem Profisport bekannt, nimmt jedoch nach wie vor an Klassik- und Oldtimerrennen teil.

## Siegestatistik
| Jahr | Klasse                     | Maschine | Rennen             |
| ---- | -------------------------- | -------- | ------------------ |
| 1998 | Supercup Champion 125      | Honda    | Britischer Meister |
| 2003 | Ultra-Lightweight 125      | Honda    | Isle of Man TT     |
| 2004 | Lightweight 125            | Honda    | Isle of Man TT     |
| 2004 | 125er                      | Honda    | Ulster Grand Prix  |
| 2008 | Ultra-Lightweight          | Honda    | Isle of Man TT     |
| 2009 | Ultra-Lightweight Rennen B | Honda    | Isle of Man TT     |